# Золота дзиґа (5-та церемонія вручення)
5-та церемонія вручення нагород національної кінопремії «Золота дзиґа» Української кіноакадемії за професійні досягнення у розвитку українського кіно за 2020 рік. Відбулася  12 червня 2021 року.
2021 року кінопремію «Золота Дзиґа» вручали у 23 номінаціях. Серед них одна нова — «Найкращий ігровий серіал».
Лідери за кількістю номінацій — «Погані дороги» (15), «Атлантида» (11), «Толока» (9), «Земля блакитна, ніби апельсин» (4) і «Черкаси» (4).

## Статистика
До участі в 5-й церемонії національнії кінопремії приймалися фільми, прем’єри яких відбулися в період з 01 січня 2020 року до 28 лютого 2021 року включно та які відповідали регламенту премії.
Лідери за кількістю номінацій — «Погані дороги» (15), «Атлантида» (11), «Толока» (9), «Земля блакитна, ніби апельсин» (4) і «Черкаси» (4).
Найбільше перемог (6) здобув фільм «Атлантида» Валентина Васяновича.

### Номіновані фільми
У списку представлені всі номіновані на національну кінопремію фільми, окрім тих, що були представлені у категорії: «Премія глядацьких симпатій»
| Тип | Назва фільму                       | Номінації | Перемоги |
| --- | ---------------------------------- | --------- | -------- |
| п/ф | Погані дороги                      | 15        | 4        |
| п/ф | Атлантида                          | 11        | 6        |
| п/ф | Толока                             | 9         | 1        |
| д/ф | Земля блакитна, ніби апельсин      | 4         | 1        |
| п/ф | Черкаси                            | 4         | 1        |
| п/ф | Наші Котики                        | 3         | —        |
| п/ф | Безславні кріпаки                  | 3         | 1        |
| п/ф | Пік страху                         | 2         | —        |
| п/ф | Казка старого мельника             | 1         | —        |
| п/ф | Забуті                             | 1         | 1        |
| п/ф | Передчуття                         | 1         | —        |
| п/ф | Тарас. Повернення                  | 1         | —        |
| п/ф | Віддана                            | 1         | —        |
| д/ф | Номери                             | 1         | —        |
| м/ф | Віктор_Робот                       | 1         | 1        |
| д/ф | Зарваниця                          | 1         | —        |
| д/ф | ЮКІ                                | 1         | —        |
| к/м | Бульмастиф                         | 1         | 1        |
| к/м | ІНО                                | 1         | —        |
| к/м | Схрон                              | 1         | —        |
| м/ф | Історія України за 5 хвилин        | 1         | 1        |
| м/ф | Прізвище в кишені                  | 1         | —        |
| м/ф | Риска                              | 1         | —        |
| т/с | І будуть люди                      | 1         | —        |
| т/с | Козаки. Абсолютно брехлива історія | 1         | —        |
| т/с | Перші ластівки. Zалежні            | 1         | —        |
| т/с | Спіймати Кайдаша                   | 1         | 1        |
| д/ф | В.Сильвестров                      | 1         | 1        |

## Список лауреатів та номінантів
★Переможців виділено окремим кольором.

### Основні категорії
| Категорії                                                      | Номінанти | Номінанти | Номінанти                                                                   |
| -------------------------------------------------------------- | --- | --- | --------------------------------------------------------------------------- |
| Найкращий фільм                                                | | ★ «Атлантида» | ★ «Атлантида»                                                               |
| Найкращий фільм                                                | • «Земля блакитна, ніби апельсин»                                                                                     | |                                                                             |
| Найкращий фільм                                                | • «Погані дороги» | |                                                                             |
| Найкращий фільм                                                | • «Толока» | |                                                                             |
| Найкращий фільм                                                | • «Черкаси» | |                                                                             |
| Найкращий режисер (премія імені Юрія Іллєнка)                  | | ★ Валентин Васянович — «Атлантида»                                                                                    | ★ Валентин Васянович — «Атлантида»                                          |
| Найкращий режисер (премія імені Юрія Іллєнка)                  | • Наталка Ворожбит — «Погані дороги»                                                                                  | |                                                                             |
| Найкращий режисер (премія імені Юрія Іллєнка)                  | • Михайло Іллєнко — «Толока»                                                                                          | |                                                                             |
| Найкращий актор                                                | | ★ Юрій Кулініч — «Погані дороги» за роль Стаса                                                                        | ★ Юрій Кулініч — «Погані дороги» за роль Стаса                              |
| Найкращий актор                                                | • Євген Ламах — «Черкаси» за роль Михайла                                                                             | |                                                                             |
| Найкращий актор                                                | • Андрій Римарук — «Атлантида»                                                                                        | |                                                                             |
| Найкраща акторка                                               | | ★ Марина Кошкіна — «Забуті» за роль Ніни                                                                              | ★ Марина Кошкіна — «Забуті» за роль Ніни                                    |
| Найкраща акторка                                               | • Марина Клімова — «Погані дороги» за роль Юлії                                                                       | |                                                                             |
| Найкраща акторка                                               | • Іванна Сахно — «Пік страху» за роль Мії                                                                             | |                                                                             |
| Найкраща акторка                                               | • Оксана Черкашина — «Погані дороги» за роль Тетяни                                                                   | |                                                                             |
| Найкращий актор другого плану                                  | | ★ Ігор Колтовський — «Погані дороги» за роль Ігоря Онищука, директора школи                                           | ★ Ігор Колтовський — «Погані дороги» за роль Ігоря Онищука, директора школи |
| Найкращий актор другого плану                                  | • Олег Примогенов — «Толока» за роль генерала                                                                         | |                                                                             |
| Найкращий актор другого плану                                  | • Дмитро Сова — «Черкаси» за роль Лева                                                                                | |                                                                             |
| Найкращий актор другого плану                                  | • Сергій Соловйов — «Погані дороги» за роль Васі                                                                      | |                                                                             |
| Найкращий актор другого плану                                  | • Дмитро Хом'як — «Наші Котики» за роль «Пенальті»                                                                    | |                                                                             |
| Найкраща акторка другого плану                                 | | ★ Оксана Вороніна — «Погані дороги» за роль власниці курки (посмертно)                                                | ★ Оксана Вороніна — «Погані дороги» за роль власниці курки (посмертно)      |
| Найкраща акторка другого плану                                 | • Ірма Вітовська — «Казка старого мельника» за роль Параски Забрьохи                                                  | |                                                                             |
| Найкраща акторка другого плану                                 | • Юлія Матросова — «Погані дороги» за роль бабусі на зупинці                                                          | |                                                                             |
| Найкращий оператор-постановник                                 | | ★ Валентин Васянович — «Атлантида»                                                                                    | ★ Валентин Васянович — «Атлантида»                                          |
| Найкращий оператор-постановник                                 | • Володимир Іванов — «Погані дороги»                                                                                  | |                                                                             |
| Найкращий оператор-постановник                                 | • Слава Цвєтков — «Земля блакитна, ніби апельсин»                                                                     | |                                                                             |
| Найкращий художник-постановник                                 | | ★ Владлен Одуденко — «Атлантида»                                                                                      | ★ Владлен Одуденко — «Атлантида»                                            |
| Найкращий художник-постановник                                 | • Роман Адамович, Микола Кіщук — «Толока»                                                                             | |                                                                             |
| Найкращий художник-постановник                                 | • Марина Пшеничникова — «Погані дороги»                                                                               | |                                                                             |
| Найкращий художник-постановник                                 | • Діана Тодоратьєва — «Безславні кріпаки»                                                                             | |                                                                             |
| Найкращий сценарій                                             | | ★ Наталка Ворожбит — «Погані дороги»                                                                                  | ★ Наталка Ворожбит — «Погані дороги»                                        |
| Найкращий сценарій                                             | • Валентин Васянович — «Атлантида»                                                                                    | |                                                                             |
| Найкращий сценарій                                             | • Михайло Іллєнко — «Толока»                                                                                          | |                                                                             |
| Найкраща музика                                                | | ★ Антон Байбаков — «Черкаси»                                                                                          | ★ Антон Байбаков — «Черкаси»                                                |
| Найкраща музика                                                | • Роман Вишневський — «Толока»                                                                                        | |                                                                             |
| Найкраща музика                                                | • Володимир Гронський — «Передчуття»                                                                                  | |                                                                             |
| Найкраща музика                                                | • Мирослав Скорик — «Тарас. Повернення»                                                                               | |                                                                             |
| Найкраща пісня                                                 | ★ «Пола-ла-ла», гурт Dakh Daughters, Софія Байбакова («Віктор_Робот») Музика — Антон Байбаков, слова — Марися Нікітюк | ★ «Пола-ла-ла», гурт Dakh Daughters, Софія Байбакова («Віктор_Робот») Музика — Антон Байбаков, слова — Марися Нікітюк |                                                                             |
| Найкраща пісня                                                 | • «Вільна», Тіна Кароль & Юлія Саніна («Віддана») Музика — Олександр Шкуркін, слова — Альона Савраненко               | |                                                                             |
| Найкраща пісня                                                 | • «Жовтий скотч», Yurcash («Наші Котики») Музика — Юрій Юрченко, слова — Максим Кривцов                               | |                                                                             |
| Найкраща пісня                                                 | • «Танець рабів», Святослав Вакарчук («Номери») Музика — Милош Єлич                                                   | |                                                                             |
| Найкращий ігровий серіал                                       | ★ «Спіймати Кайдаша»                                                                                                  | ★ «Спіймати Кайдаша»                                                                                                  |                                                                             |
| Найкращий ігровий серіал                                       | • «І будуть люди» | |                                                                             |
| Найкращий ігровий серіал                                       | • «Козаки. Абсолютно брехлива історія»                                                                                | |                                                                             |
| Найкращий ігровий серіал                                       | • «Перші ластівки. Zалежні»                                                                                           | |                                                                             |
| Найкращий документальний фільм                                 | ★ «Земля блакитна, ніби апельсин»                                                                                     | ★ «Земля блакитна, ніби апельсин»                                                                                     |                                                                             |
| Найкращий документальний фільм                                 | • «Зарваниця» | |                                                                             |
| Найкращий документальний фільм                                 | • «Юкі» | |                                                                             |
| Найкращий короткометражний ігровий фільм (ім. Ю. А. Мінзянова) | ★ «Бульмастиф» | ★ «Бульмастиф» |                                                                             |
| Найкращий короткометражний ігровий фільм (ім. Ю. А. Мінзянова) | • «ІНО» | |                                                                             |
| Найкращий короткометражний ігровий фільм (ім. Ю. А. Мінзянова) | • «Схрон» | |                                                                             |
| Найкращий короткометражний анімаційний фільм                   | ★ «Історія України за 5 хвилин»                                                                                       | ★ «Історія України за 5 хвилин»                                                                                       |                                                                             |
| Найкращий короткометражний анімаційний фільм                   | • «Прізвище в кишені»                                                                                                 | |                                                                             |
| Найкращий короткометражний анімаційний фільм                   | • «Риска» | |                                                                             |
| Найкращий дизайн костюмів                                      | | ★ Галина Отенко, Марія Керо — «Толока»                                                                                | ★ Галина Отенко, Марія Керо — «Толока»                                      |
| Найкращий дизайн костюмів                                      | • Наталя Стєпанєєва — «Толока»                                                                                        | |                                                                             |
| Найкращий дизайн костюмів                                      | • Кароліна Шеремета — «Атлантида»                                                                                     | |                                                                             |
| Найкращий дизайн костюмів                                      | • Андрій Яремій — «Погані дороги»                                                                                     | |                                                                             |
| Найкращий грим                                                 | | ★ Марія Петровська — «Безславні кріпаки»                                                                              | ★ Марія Петровська — «Безславні кріпаки»                                    |
| Найкращий грим                                                 | • Ганна Лукашенко — «Атлантида»                                                                                       | |                                                                             |
| Найкращий грим                                                 | • Ельвіра Мамедова — «Погані дороги»                                                                                  | |                                                                             |
| Найкращий звук                                                 | | ★ Ігор Барба, Борис Петер — «В. Сильвестров»                                                                          | ★ Ігор Барба, Борис Петер — «В. Сильвестров»                                |
| Найкращий звук                                                 | • Артем Мостовий — «Толока»                                                                                           | |                                                                             |
| Найкращий звук                                                 | • Сергій Степанський — «Атлантида»                                                                                    | |                                                                             |
| Найкращий монтаж                                               | | ★ Валентин Васянович — «Атлантида»                                                                                    | ★ Валентин Васянович — «Атлантида»                                          |
| Найкращий монтаж                                               | • Іван Банніков — «Земля блакитна, ніби апельсин»                                                                     | |                                                                             |
| Найкращий монтаж                                               | • Олександр Чорний — «Погані дороги»                                                                                  | |                                                                             |
| Найкращі візуальні ефекти                                      | | ★ Олексій Москаленко — «Атлантида»                                                                                    | ★ Олексій Москаленко — «Атлантида»                                          |
| Найкращі візуальні ефекти                                      | • Олексій Москаленко — «Наші Котики»                                                                                  | |                                                                             |
| Найкращі візуальні ефекти                                      | • Артем Сушильников — «Пік страху»                                                                                    | |                                                                             |
| Найкращі візуальні ефекти                                      | • Станіслав Толмачов — «Толока»                                                                                       | |                                                                             |

### Спеціальні нагороди
| Нагорода                                               | Лауреати                   | Лауреати |                |
| ------------------------------------------------------ | -------------------------- | --- | -------------- |
| Премія за внесок у розвиток українського кінематографа |                            | ★ Роман Балаян | ★ Роман Балаян |
| Відкриття року                                         |                            | ★ Наталка Ворожбит |                |
| Премія глядацьких симпатій                             | Премія глядацьких симпатій | ★ «Пекельна Хоругва, або Різдво Козацьке» - «Атлантида» - «Безславні кріпаки» - «Борщ» - «Веронські скарби» - «Весільний спадок» - «Де ти, Адаме?» - «Екс» - «Забуті» - «Земля блакитна, ніби апельсин» - «Зірка Давида Черкаського» - «Казка старого мельника» - «Мати Апостолів» - «Мої думки тихі» - «Наші котики, або як ми полюбили лопати в умовах обмеженої антитерористичної операції з елементами тимчасового воєнного стану» - «Номери» - «Передчуття» - «Поїзд «Київ-Війна» - «Спадок брехні» - «Східняк» - «Тарас. Повернення» - «Толока» - «Уламки» - «Фортеця Хаджибей» - «Черкаси» - «Юкі» |                |